# Alex Kirsch
Alex Kirsch (Lussemburgo, 12 giugno 1992) è un ciclista su strada lussemburghese che corre per il team Lidl-Trek; è professionista dal 2015.

## Palmarès

### Strada
- 2012 (Leopard-Trek, una vittoria)

Campionati lussemburghesi, Prova in linea Under-23
- 2013 (Leopard-Trek, una vittoria)

Campionati lussemburghesi, Prova in linea Under-23
- 2014 (Leopard-Trek, due vittorie)

Campionati lussemburghesi, Prova in linea Under-23
Campionati lussemburghesi, Prova a cronometro Under-23
- 2023 (Trek-Segafredo, due vittorie)

Campionati lussemburghesi, Prova a cronometro Elite
Campionati lussemburghesi, Prova in linea Elite

#### Altri successi
- 2013 (Leopard-Trek)

1ª tappa Giro della Repubblica Ceca (Uničov > Uničov, cronosquadre)
Classifica scalatori Flèche du Sud

## Piazzamenti

### Grandi Giri
- Giro d'Italia

2023: 95º
- Tour de France

2022: ritirato (6ª tappa)
2023: 115º
- Vuelta a España

2019: 125º
2021: 119º
2022: 118º

### Classiche monumento
- Milano-Sanremo

2022: 40º
2024: 102º
2025: 46º
- Giro delle Fiandre

2018: 69º
2019: 120º
2020: 96º
2022: 78º
2023: ritirato
- Parigi-Roubaix

2018: ritirato
2019: fuori tempo massimo
2021: ritirato
2022: ritirato
2023: 87º
- Liegi-Bastogne-Liegi

2015: ritirato
2020: ritirato

### Competizioni mondiali
- Campionati del mondo

Mosca 2009 - In linea Juniores: ritirato
Mosca 2009 - Cronometro Juniores: 32º
Offida 2010 - In linea Juniores: 28º
Offida 2010 - Cronometro Juniores: 30º
Limburgo 2012 - In linea Under-23: 46º
Limburgo 2012 - Cronometro Under-23: 47º
Ponferrada 2014 - In linea Under-23: 82º
Ponferrada 2014 - Cronometro Under-23: 17º
Richmond 2015 - In linea Elite: ritirato
Bergen 2017 - In linea Elite: ritirato
Innsbruck 2018 - In linea Elite: ritirato
Yorkshire 2019 - In linea Elite: ritirato
Fiandre 2021 - In linea Elite: ritirato
Glasgow 2023 - In linea Elite: ritirato
- Giochi olimpici

Parigi 2024 - In linea: 40º
- Campionati del mondo di ciclocross

Hoogerheide 2009 - Juniores: ritirato

### Competizioni europee
- Campionati europei

Hooglede-Gits 2009 - In linea Juniores: 39º
Hooglede-Gits 2009 - Cronometro Juniores: 38º
Goes 2012 - In linea Under-23: ritirato
Goes 2012 - Cronometro Under-23: 48º
Olomouc 2013 - In linea Under-23: 42º
Olomouc 2013 - Cronometro Under-23: 33º
Nyon 2014 - In linea Under-23: non partito
Limburgo 2024 - In linea Elite: 10º
Limburgo 2024 - Cronometro Elite: 14º
- Giochi europei

Baku 2015 - Cronometro: 21º
Baku 2015 - In linea: 60º